# Viola bakeri
Viola bakeri — вид квіткових рослин з родини фіалкових. Це багаторічна рослина що поширена на заході США (Каліфорнія, Невада, Орегон, Вашингтон).

## Середовище проживання
Населяє вологі й сухі місця в просвітах хвойних лісів; на висотах 900–3800 метрів.

## Біоморфологічна характеристика
Це багаторічна рослина 3–30 см заввишки. Стебла 1–4, зазвичай прямовисні, іноді лежачі, проксимально і дистально облистнені, зазвичай запушені, ростуть від зазвичай вертикального дещо дерев'янистого кореневища. Листки прикореневі та стеблові; прилистки приросли до ніжок, утворюють 2 лінійно-ланцетні крила; листкові ніжки 1–15.4 см; голі чи запушені; листкові пластинки ланцетні, зворотно-ланцетні або еліптичні, рідко яйцеподібні, 1.8–8.8 × 0.7–3.9 см, тонкі, краї зазвичай цілісні, іноді з декількома гострими зубцями, верхівка від гострої до тупої, поверхні голі чи запушені по краях і жилках. Квітки: чашолистки ланцетні, краї війчасті; є п'ять жовтих пелюсток, три найнижчі з коричневими жилками, а верхня пара іноді має коричневий або фіолетовий відтінок на зовнішній поверхні. Коробочки від кулястої до яйцюватої форми, 5–10 мм, зазвичай голі, рідко дрібно запушені. Насіння світло-середньо-коричневе або темно-червоно-коричневе, 2.6–3.1 мм. 2n = 48. Цвітіння: травень – липень.